# Danh sách thành phố El Salvador

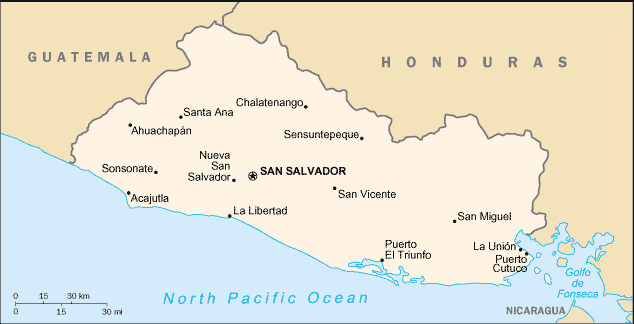
Bản đồ El Salvador

Đây danh sách các thành phố và thị trấn ở El Salvador.
- Acajutla
- Ahuachapán
- Chalatenango
- Cojutepeque
- Nejapa
- La Unión
- San Miguel
- San Salvador (thủ đô)
- Santa Tecla
- San Vicente
- Santa Ana
- Sonsonate
- Soyapango
- Tacuba
- Usulután